# WOM (World of Music)
WOM (World of Music) ist eine aus einer Musikhandelskette hervorgegangene Vertriebslinie des Medienversandhändlers jpc.

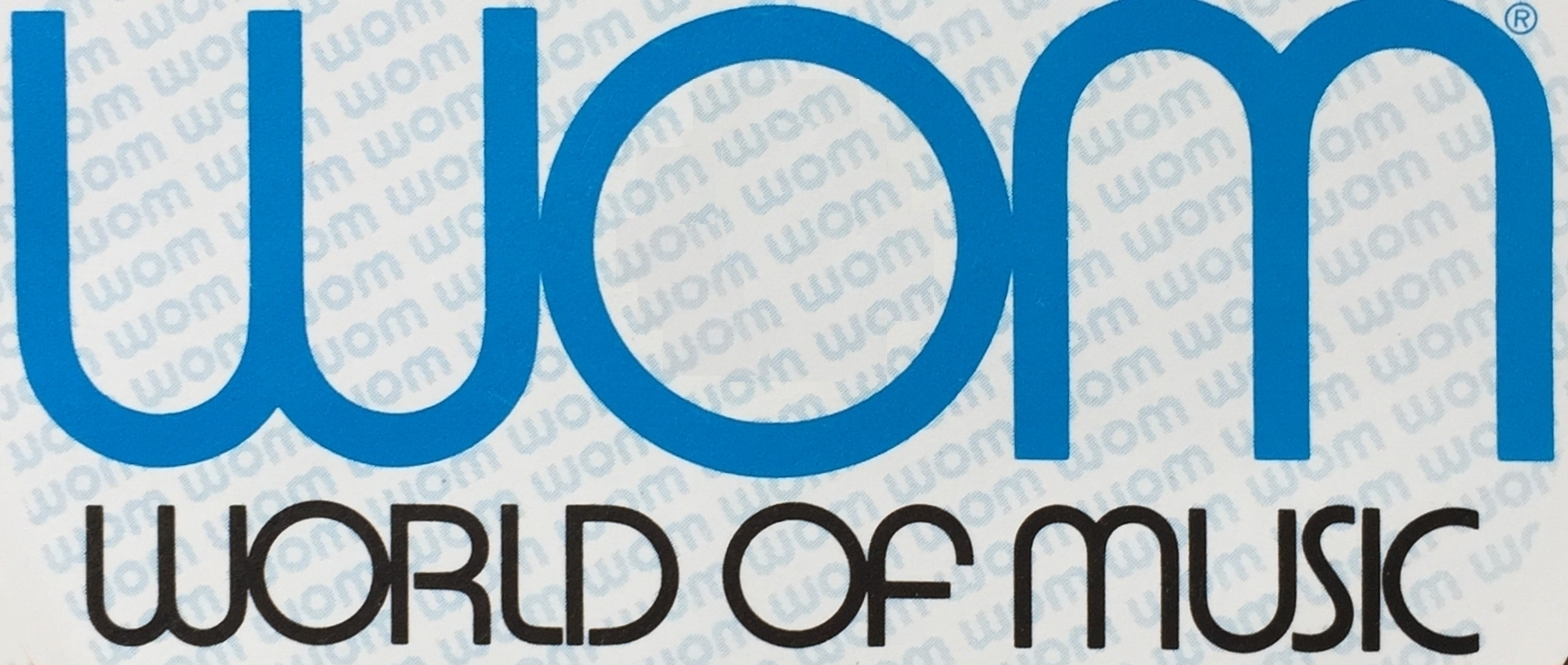
Logo des Unternehmens

## Geschichte

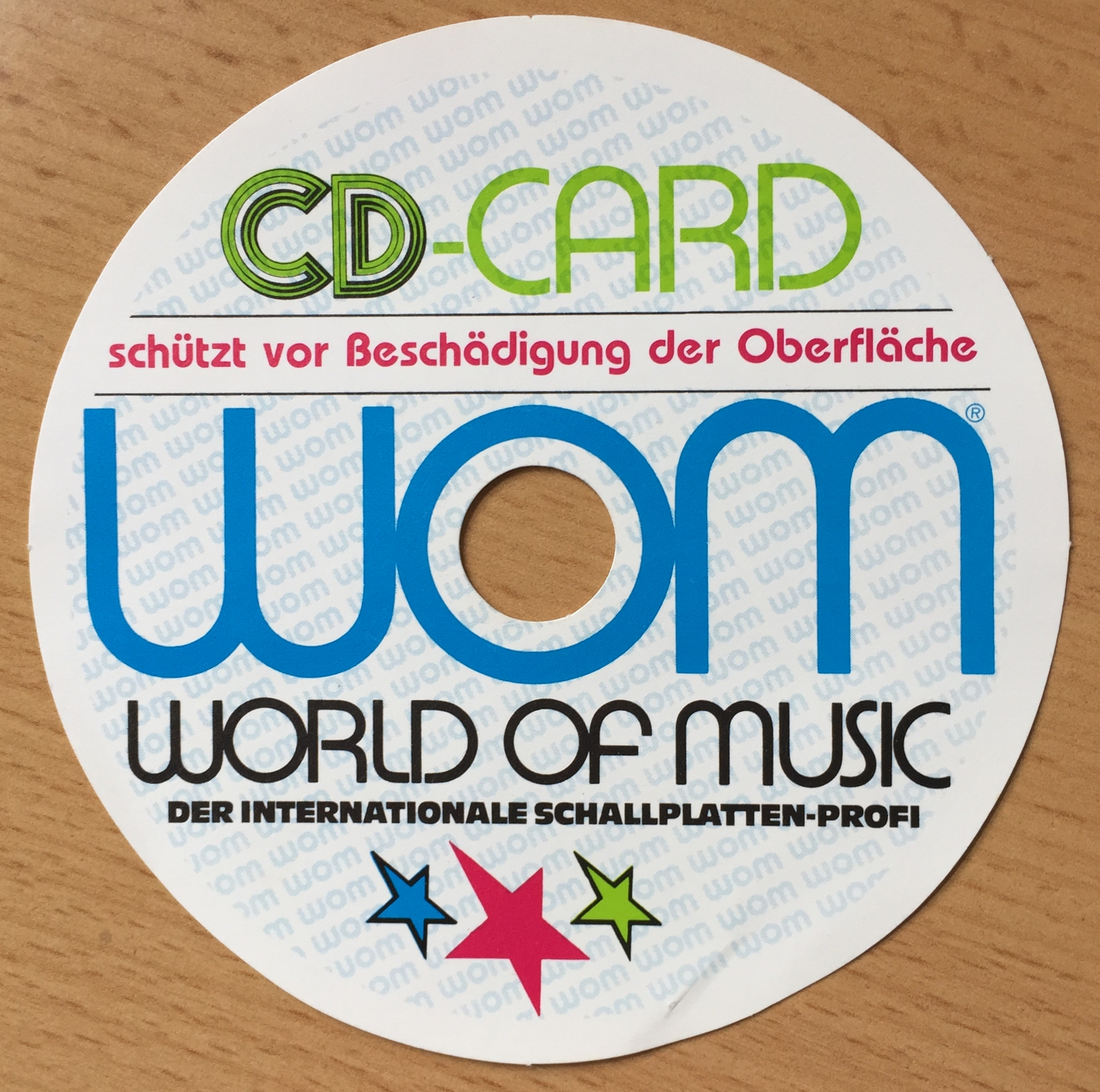
Papiereinleger zum Schutz der Musik-CD vor der Diebstahlsicherung im Laden (1980er Jahre)

WOM wurde 1982 in Kiel als Einzelhandelsunternehmen für den Verkauf von Tonträgern gegründet und eröffnete in den nächsten Jahren Filialen an sieben Standorten in Deutschland. 1987 übernahm die Hertie Waren- und Kaufhaus GmbH 50 % der Anteile und verwendete die Marke WOM für die Musikabteilungen ihrer Kaufhäuser (u. a. im Alsterhaus in Hamburg, Frankfurt am Main, Karlsruhe und Köln). 1994 wurde Hertie von Karstadt übernommen und die Marke WOM in den nächsten Jahren aus den Kaufhäusern entfernt bzw. deren Musikabteilungen geschlossen. 
2002 wurde der Sitz der WOM World of Music Produktions- u. Verlags-GmbH von Kiel nach Essen verlegt und mit Karstadt ein Gewinnabführungsvertrag geschlossen.
Im Mai 2009 erwarb der Versandhändler jpc die Marke WOM und führt sie für eine rechtlich unselbstständige Vertriebslinie im Onlinehandel fort.
Die WOM World of Music Produktions- u. Verlags-GmbH selbst verblieb bei der Karstadt Warenhaus GmbH  und wurde nach deren Insolvenz 2010 aufgelöst.

### Musikzeitschrift
Ab 1985 wurde monatlich das redaktionell betreute WOM Journal veröffentlicht, das in den WOM-Filialen kostenlos auslag und sich „Deutschlands meistgelesene Musikzeitschrift“ nennen durfte. Ab Ausgabe Nr. 234 von Februar 2004 hieß die Zeitschrift WOM Magazin. Ab Februar 2002 konnte das Magazin zudem für zwei Euro pro Monat abonniert werden. Mit der Ausgabe Nr. 288 von Dezember 2008 / Januar 2009 wurde die Zeitschrift eingestellt.